# Übernahmebestätigung
Die Übernahmebestätigung (auch: Spediteurübernahmebestätigung; englisch Forwarders Certificate of Receipt, (FCR)) ist ein Transportdokument und Warenbegleitpapier.

## Inhalt
Die internationale Spediteurorganisation FIATA hat mit dem FCR eine international einheitliche Spediteurübernahmebestätigung geschaffen. Das FCR gibt dem Frachtführer, Spediteur oder Verfrachter die Möglichkeit, dem Absender ein Empfangsdokument auszuhändigen. Hierin bescheinigt er, die Waren in der genannten Art und Weise vom Absender übernommen zu haben. Ein FCR kann auch Bestandteil eines Frachtvertrages sein. Das FCR kann sofort nach Übernahme der Ware durch den Frachtführer usw. dem Absender ausgehändigt werden. Es wird nur ein Original ausgestellt. Das FCR ist stets an einen namentlich genannten Empfänger ausgestellt und ist damit ein Namenspapier.
Mit der Ausstellung des FCR wird bestätigt:
- der Empfang des Transportgutes;
- die Sendung mit dem unwiderruflichen Transportauftrag übernommen zu haben, diese an den im Dokument genannten Empfänger zu senden;
- die Güter dem namentlich genannten Empfänger auszuliefern.

Häufig wird der (grüne) Vordruck der FIATA für FCRs verwendet.

## Rechtscharakter
Für den Verkäufer ist das FCR somit ein Inhaberpapier, mit dem er nachweist, dass er seine Lieferverpflichtung innerhalb des vereinbarten Termins erfüllt hat. Dieser Auftrag kann nur annulliert werden, wenn das Original des FCR dem Spediteur, der das Dokument ausgestellt hat, zurückgegeben wird, also nur dann, solange der Versender das Original noch nicht weitergegeben hat und/oder der ausstellende Spediteur noch ein Verfügungsrecht über die bezeichnete Sendung hat (beschränktes Verfügungsrecht). Das FCR ist nicht begebbar (negotiable). Die Auslieferung des Gutes an den Empfänger ist nicht von der Vorlage dieses Dokumentes abhängig. Das FCR ist somit kein Legitimationspapier. Das FCR verkörpert nicht das Eigentum an der Ware und hat damit keine Traditionsfunktion.

## Haftung
Der Spediteur haftet nur für die sorgfältige Auswahl der Frachtführer/Verfrachter/Spediteure, aber gemäß Allgemeine Deutsche Spediteurbedingungen (ADSp) nicht für deren Fehler.